# Aeropuerto de Oulu

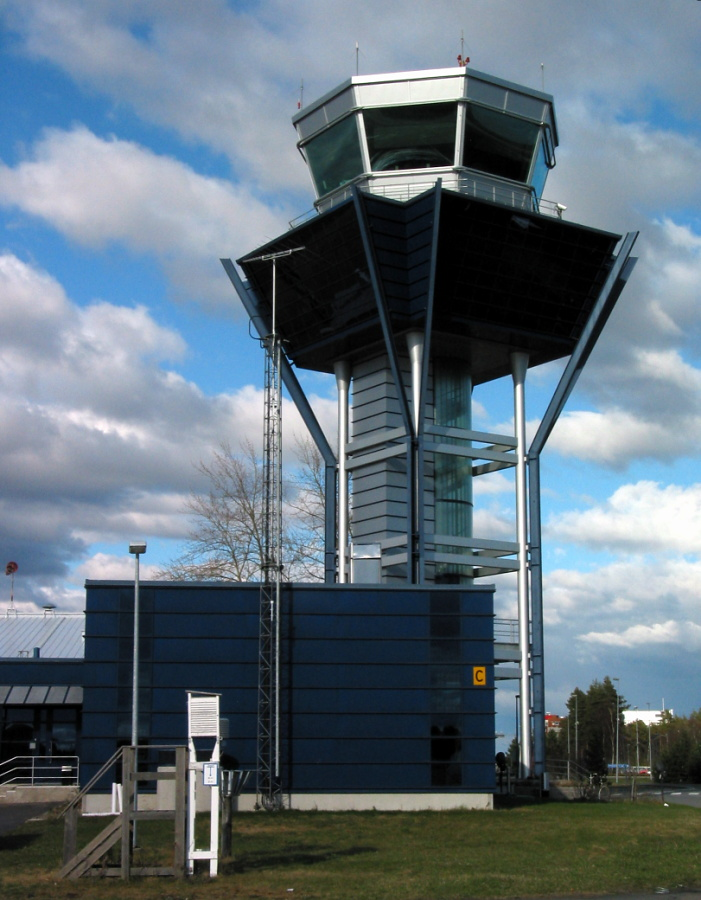
La torre de control

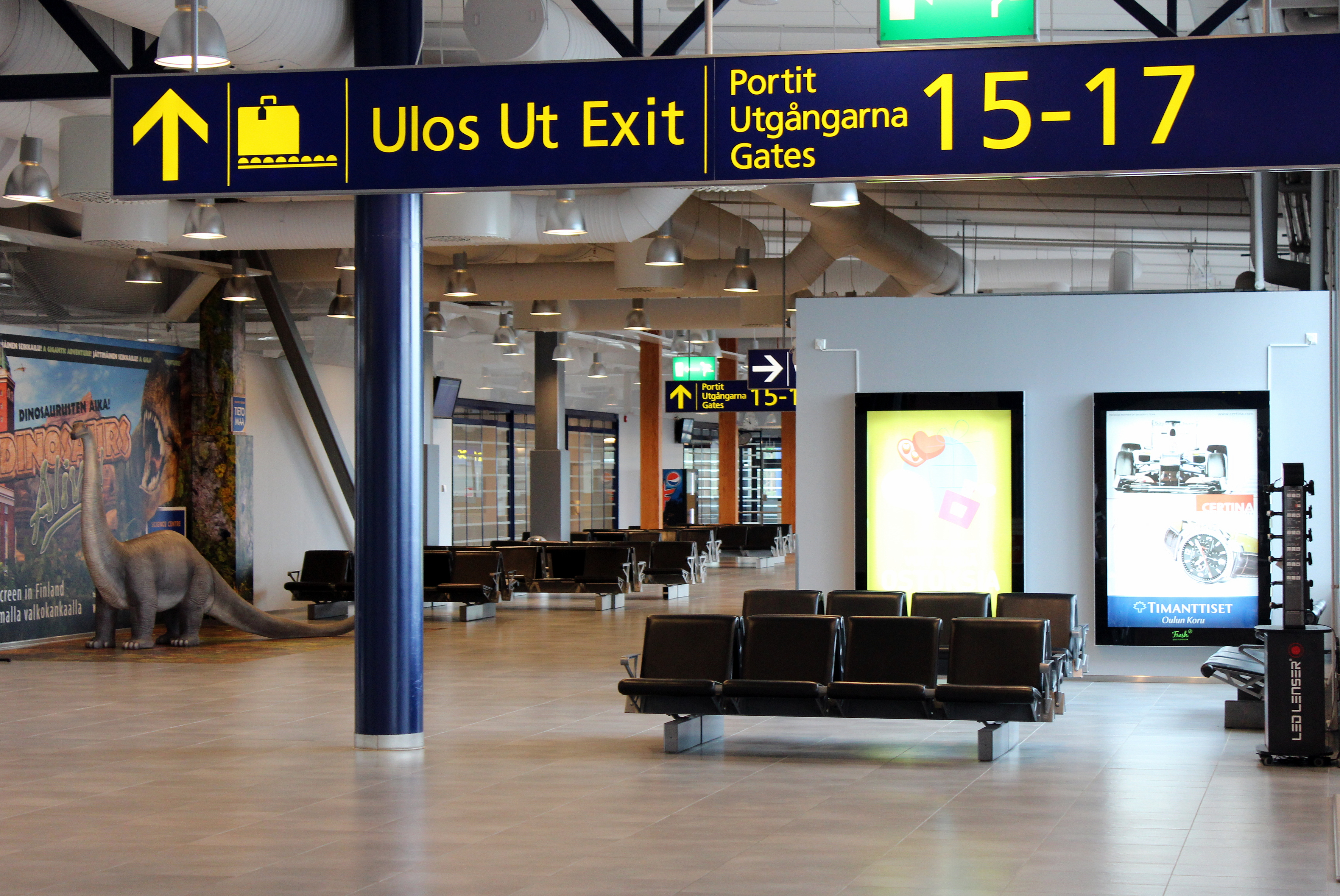
La terminal por dentro

El Aeropuerto de Oulu (en finés: Oulun lentoasema) (IATA: OUL, OACI: EFOU) es el aeropuerto más importante de Finlandia del norte y el segundo aeropuerto de Finlandia en número de pasajeros, situado en el barrio de Oulunsalo, a unos 14 km del centro de Oulu. Del aeropuerto hay vuelos diarios a Helsinki. El aeropuerto ha sido ampliado y se han hecho pasarelas de acceso a aeronaves. El aeropuerto se abrió el 30 de junio de 1953.

## Aerolíneas y destinos
| Aerolíneas                                           | Destinos                                         |
| ---------------------------------------------------- | ------------------------------------------------ |
| Aegean Airlines                                      | Chárter Estacional: La Canea                     |
| Finnair                                              | Helsinki                                         |
| Finnair operado por Flybe Nordic                     | Helsinki                                         |
| Arctic Airlink (Nextjet)                             | Luleå, Tromsø                                    |
| Norwegian Air Shuttle                                | Helsinki, Estacional: Gran Canaria, Tenerife-Sur |
| Scandinavian Airlines operado por Braathens Regional | Estocolmo-Arlanda                                |
| Snowbird Airlines                                    | Helsinki, Lappeenranta, Málaga                   |

El 23 de septiembre de 2010, AirBaltic anunció la creación de un nuevo hub en el Aeropuerto de Oulu. Estaba previsto que el mismo se inaugurara a finales del año 2012, pero se canceló.

## Estadísticas
Ver fuente y consulta Wikidata.
| Año  | Pasajeros nacionales | Pasajeros internacionales | Total pasajeros | Variación |
| ---- | -------------------- | ------------------------- | --------------- | --------- |
| 2006 | 764,831              | 83,115                    | 847,946         | +4.6%     |
| 2007 | 764,674              | 75,276                    | 839,950         | −0.9%     |
| 2008 | 709,779              | 92,176                    | 801,955         | −4.5%     |
| 2009 | 605,534              | 82,424                    | 687,958         | −14.3%    |
| 2010 | 595,457              | 105,119                   | 700,576         | +1.7%     |
| 2011 | 850,305              | 123,607                   | 973,912         | +39.1%    |
| 2012 | 899 854              | 178,679                   | 1,078,533       | +10.7%    |
| 2013 | 745,178              | 131,902                   | 877,080         | −18.7%    |
| 2014 | 829 936              | 130 611                   | 960 547         | +9.5%     |